# Campana de la Libertad (Bolivia)

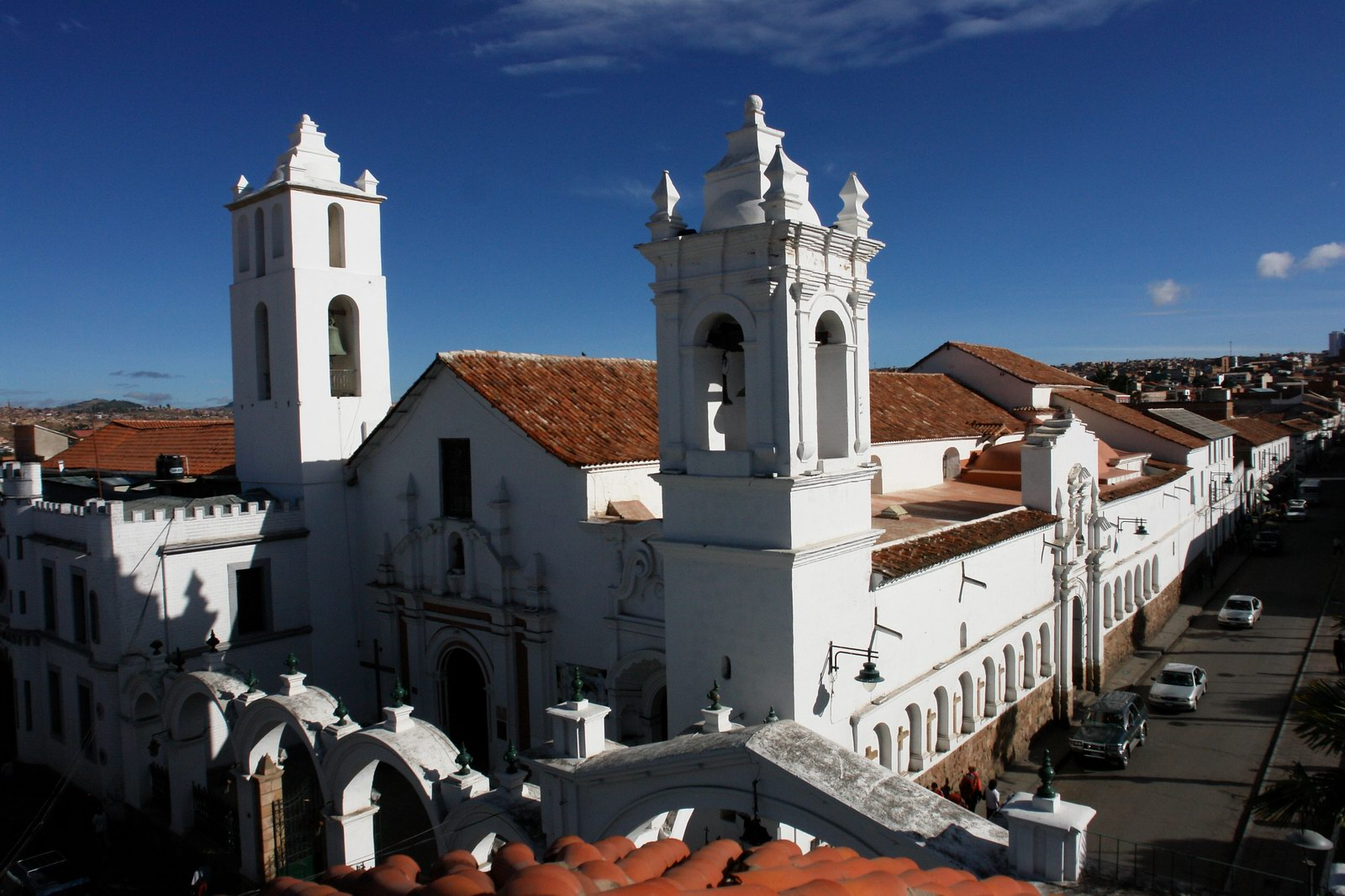
Vista de la Basílica de San Francisco de Charcas, donde se encuentra la Campana de la Libertad.

La Campana de la Libertad es una campana de gran importancia histórica para Bolivia, ubicada en la torre principal de la Basílica de San Francisco de Charcas en la capital del país, Sucre. Es quizás uno de los símbolos más prominentes asociados a la guerra de la Independencia de Bolivia, en ese entonces conocida como el Alto Perú, así como un símbolo actual de libertad para los bolivianos.
Esta campana es uno de los grandes símbolos de la independencia de Bolivia. Su origen se remonta al año 1800, año en el que la campana fue fundida. En la madrugada del 25 de mayo de 1809, Juan Manuel Lemoine entró con un sable en mano al templo de San Francisco, donde echó a los frailes y tocó la campana de la iglesia para convocar al pueblo a levantarse en contra de las autoridades, en lo que fue el inicio de la Revolución de Chuquisaca. Ese día la campana sufrió una rajadura debido a los constantes retoques.
Cada 25 de mayo autoridades nacionales, departamentales y municipales le rinden homenaje a la Campana de la Libertad, donde además se toca 25 veces en honor al grito libertario.